# Nuncia dentifera
Nuncia dentifera is een hooiwagen uit de familie Triaenonychidae.